# Noriko Sakai
Pour les articles homonymes, voir Sakai (homonymie).
Noriko Sakai (酒井法子, Sakai Noriko, née le 14 février 1971 à Fukuoka, Japon), couramment surnommée Nori-P ou Noripi (のりピー), est une actrice et chanteuse japonaise de J-Pop.

## Biographie
Noriko Sakai débute en 1987 en tant qu'idole japonaise, rencontrant rapidement le succès dans la chanson. Sa célébrité s'étend jusqu'à Hong Kong et Taïwan dans les années 1990, avec l'enregistrement de plusieurs disques en mandarin. Elle se marie en 1998, met au monde un fils en 1999, et ralentit son activité discographique depuis, tout en continuant à tourner en tant qu'actrice pour le cinéma et la télévision. Elle lance en 2000 sa propre marque de vêtements, PP rikorino. 
 Elle est notamment connue en occident en tant que chanteuse pour ses génériques pour les séries anime Gunbuster, Anime Sanjushi (Sous le signe des Mousquetaires) et Video Girl Ai, et en tant qu'actrice pour avoir incarné les héroïnes des films d'horreur Ju-on: The Grudge 2  et Prémonition (Yogen).

## Affaire de drogue

### Disparition
Le 3 août 2009, son mari Yuichi Takaso est arrêté dans une rue de Tokyo pour possession de drogue. Refusant un test de dépistage, Noriko Sakai disparaît brusquement avec son fils, le laissant en fait à la garde d'une connaissance, et elle est portée disparue le 4 août à la demande de sa famille qui craint pour sa vie. La nouvelle fait la une des médias dans plusieurs pays d'Asie. Le 7 août, la police fouille l'appartement de Sakai où elle vit séparée de son mari, et y trouve des preuves de consommation de drogue. Un mandat d'arrêt est lancé contre elle.

### Arrestation
Sakai se constitue prisonnière le lendemain, reconnaissant les faits, et est mise en détention en attendant d'être présentée à un juge. Elle explique d'abord sa fuite par une crainte des médias et des journalistes assiégeant le commissariat. 
Un test de dépistage urinaire se révèle négatif, toute trace de la drogue concernée ayant pu disparaître durant les quelques jours de sa fuite, mais de faibles traces sont trouvées dans ses cheveux, bien qu'elle les ait coupés et teints avant son arrestation, diminuant ainsi la valeur des résultats. Elle reconnaît ces tentatives de contourner les tests de dépistages, et déclare également avoir jeté son portable, d'après elle hors d'usage, qui aurait pu donner des indications aux enquêteurs. De la drogue est également trouvée dans une villa appartenant à son mari à Chiba, renforçant les charges. 
Le frère de Sakai venait d'être lui aussi arrêté pour consommation de drogue trois semaines avant l'affaire, sans publicité. 
Sakai est inculpée pour possession d'amphétamine le 28 août, puis pour usage ponctuel à la suite d'un aveu. Elle est remise en liberté après 40 jours de détention, le 17 septembre, le lendemain de la libération de son mari, sous une caution de 5 millions de yens chacun, et fait des excuses publiques lors d'une conférence de presse. Elle se fait interner dès sa sortie dans un hôpital pour une cure de désintoxication, en attendant son procès.

### Procès
Le procès débute le 26 octobre 2009 à Tokyo, cinq jours après celui de son mari.
6 600 personnes se présentent au tribunal pour espérer bénéficier d'une des 20 places disponibles par tirage au sort pour assister au procès, un record depuis le procès du leader de la secte Aum en 1996.
Sakai plaide coupable, et admet avoir consommé des drogues illicites une dizaine de fois depuis quatre ans, fournie par son mari dont elle déclare à cette occasion souhaiter divorcer.
Les procureurs demandent une peine de 18 mois d'incarcération, dénonçant l'exemple négatif donné par cette vedette sur la société.
Le jugement est rendu le 9 novembre 2009, avec une foule de plus de 3 000 personnes massées devant le tribunal : Noriko Sakai est condamnée à 18 mois de prison avec sursis, et une mise à l'épreuve de trois ans au bout de laquelle la peine sera annulée s'il n'y a pas de récidive.
Le jugement de son mari devrait être rendu en décembre, les procureurs demandant pour lui une peine de deux ans de prison.

### Conséquences
Vedette populaire, Noriko Sakai avait bati sa carrière d'idole sur son image innocente, participant en 1993 à une campagne de lutte contre la consommation de drogues ; depuis son mariage, elle avait adopté l'image de la mère de famille idéale, avec de nombreux contrats publicitaires à la clé, suspendus depuis l'affaire, dont un dans une campagne alors en cours pour le ministère de la justice pour promouvoir l'instauration au Japon en août 2009 du système de jury populaire dans les affaires criminelles. 

La sur-médiatisation de cette affaire pousse le second plus haut membre du gouvernement, le secrétaire général du Cabinet, à prendre alors la parole pour avertir le public des dangers liés à la drogue.
La sortie d'une nouvelle compilation de ses titres prévue pour septembre, Golden Best, est alors annulée, ses disques et les articles de sa ligne de vêtements sont retirés des magasins, et ses sites web officiels suspendus ; malgré le retrait de ses titres en téléchargement légaux, son tube Aoi Usagi, apparaissant sur des compilations mêlant plusieurs artistes, est la chanson la plus téléchargée à l'occasion de son arrestation. 

Sakai est finalement officiellement renvoyée de son agence et maison de production Sun Music Production à l'annonce de son inculpation, entraînant la démission de son poste du président de la firme.
Un livre sur l'affaire est rapidement publié: Sakai Noriko: Kakusareta Sugao, dont une adaptation au cinéma sous le titre Setsuna est produite en janvier 2010. Le film se fait sans Sakai, qui avait arrêté sa carrière artistique après l'affaire, se consacrant depuis la fin du procès à des études d'assistance sociale et à diverses œuvres de charité. Elle participe cependant à une campagne anti-drogue en Chine en avril 2011, sa présence ayant été spécifiquement réclamée par le gouvernement chinois à titre d'exemple.

## Retour à la scène
Après la fin de sa période de probation judiciaire, elle annonce en novembre 2012 son intention de reprendre sa carrière. Elle participe le mois suivant à une pièce de théâtre, qui attire 7 500 spectateurs durant ses dix jours de programmation. En 2014, elle signe finalement chez une nouvelle agence d'artiste, Office Nigun Niiba.

## Discographie
| - 1987 : Fantasia - Noriko Part I - 1988 : Yumeboken NORIKO SPECIAL ................. - 1988 : Guanbare - Noriko Part II - 1988 : Lovely Times - Noriko Part III - 1989 : Blue Wind - Noriko Part IV - 1989 : My Dear - Noriko Part V - 1990 : White Girl - Noriko Part VI - 1991 : Sweet'n Bitter - Noriko Part VII - 1991 : Magical Montage Company - 1992 : Mammoth - 1993 : Anata-ga Michite Yuku - 1994 : 10 Songs - 1995 : Watercolour - 1996 : No Make - 1996 : In Snowflakes - 1998 : Work out fine - 2003 : Moments (reprises) | - 1990 : Singles - Noriko Best - 1991 : CD-File 1 - 1991 : CD-File 2 - 1991 : CD-File 3 - 1991 : Sentimental Best - 1992 : Singles - Noriko Best II - 1994 : natural best - 1995 : Twin Best - 1997 : Asian Collection '97 - 1998 : Asian Tour Special - Asian Collection '98 - 1999 : Pure Collection - 2000 : Single - Noriko Best III - 2000 : ASIA 2000 - Words of Love - 2002 : Noriko Box (5 disques + DVD) - 2005 : Colezo! : Noriko Sakai Best Selections - 2005 : Colezo! Twin : Noriko Sakai - 2007 : Daisuki -My Moments Best- |

### Bandes originales
- 1987 : Gunbuster OST (chansons: Active Heart et Try again!)
- 1987 : Anime Sanjushi OST (chanson: Yume Bouken)
- 1992 : Video Girl Ai OST (chanson: Ureshi Namida)

### Singles
| - 1987 : Otoko no Ko ni Naritai - 1987 : Nagisa no Fantasy - 1987 : NO.RE.na.i Teen-age - 1987 : Yumeboken (Sous le signe des Mousquetaires) - 1988 : GUANBARE - 1988 : 1 Okuno Smile - Please your Smile - 1988 : NORI-P Ondo (single spécial) - 1988 : HAPPY AGAIN - 1989 : Honki o Dashite - 1989 : Otogi no Kuni no Birthday - 1989 : Love Letter - 1989 : Sayonara o Sugite - 1989 : All Right - 1990 : Shiawasenante Hoshikunaiwa - 1990 : Diamond Blue - 1990 : Hohoemi wo Mitsuketa - 1990 : Eve no Tamago - 1991 : Anata ni Tenshi ga Mierutoki - 1991 : Montage | - 1991 : Namida ga Tomaranai ~ HOW!AW!YA!~ - 1992 : Karui Kimochi no Julia - 1992 : Nagisa no Pithecanthropus - 1992 : Tabun Taboo - 1993 : Anata ga Michi te Yuku - 1993 : Egao ga Wasureranai - 1994 : Sasowarete - 1995 : OH OH OH ~We are the Winners~ - 1995 : Aoi Usagi - 1996 : Here I am - 1996 : Kagami no Dress - 1997 : Namida Iro - 1998 : Yokogao - 1999 : PURE - 2000 : Words of Love - 2000 : miracle - 2004 : Susume! Hakkushon Baby (single spécial) - 2004 : Tenka Muteki no Ai - 2007 : Sekai Jū no Dare Yori Kitto |

## Filmographie

### Cinéma
- Mukodono - 2003
- Ju-on: The Grudge 2 - 2003
- Prémonition (Yogen) - 2004
- Moonlight Jellyfish - 2004
- I Am Nipponjin - 2006
- SS (Special Stage) - 2008
- Yesterdays - 2008

### TV dramas
- Hitotsu Yane no Shita as Kashiwagi Koyuki, Fuji TV 1993
- Longing For The Old You, NTV 1994
- Watashi, Mikata Desu, TBS 1995
- Hoshi no Kinka (Heaven's Coins) as Kuramoto Aya, NTV 1995
- Zoku Hoshi no Kinka (Heaven's Coins 2) as Kuramoto Aya, NTV 1996
- Hitotsu Yane no Shita 2 as Kashiwagi Koyuki, Fuji TV 1997
- Seija no Koushin, TBS 1999
- Toi Shinseki Chikaku no Tanin, NHK 1999
- Tenshi ga Kieta Machi, NTV 2000
- Honke no Yome, NTV 2001
- Toshiie and Matsu as One, NHK 2002
- Mukodono 2003, Fuji TV 2003
- Fight as Kido Ayako, NHK 2005
- Marumaru Chibi Maruko-chan as Okaasan, Fuji TV 2007

## Photobooks
| - LET'S NORI-P - shuffle Heart - Blue Pearl - AQUARIUS - ZEPHOROS - In Europe | - In Greece - Comme Le Cinema - Shinin Run - ORANGE HOTEL - Naturelle - fizz |